# Общенациональная социал-демократическая партия
«Общенациональная социал-демократическая партия» (каз. Жалпыұлттық социал-демократиялық партия) — политическая партия Казахстана, в настоящий момент имеющая 4 представителей в парламенте страны.
Партия создана Жармаханом Туякбаем 10 сентября 2006 года, зарегистрирована 25 января 2007 года, имеет свои филиалы во всех областях страны и городах Астана, Шымкент и Алма-Ата.

## История

### Создание партии
7 августа 2006 года на базе движения «За справедливый Казахстан» (ЗСК) состоялось собрание Инициативной группы граждан по созданию «Общенациональной социал-демократической партии» (ОСДП), которая приняла решение об образовании Республиканского Оргкомитета по созданию ОСДП, обсудила основные программные цели и задачи создаваемой партии и вопросы подготовки к учредительному съезду. Оргкомитет возглавил председатель ЗСК Жармахан Туякбай. Региональные оргкомитеты возглавили лидеры региональных подразделений ЗСК.
10 сентября 2006 года во Дворце Республики в Алма-Ате прошёл учредительный съезд партии, на котором присутствовали более 2500 делегатов из всех регионов страны, а также представители дружественных партий и организаций. Председателем партии был избран Жармахан Туякбай. 23 октября политсовет ОСДП передал в Комитет регистрационной службы Министерства юстиции Казахстана учредительные документы по образованию партии, включая список 127 431 члена партии. 25 января 2007 года партия получила государственную регистрацию. На первом гербе ОСДП была изображена роза — один из символов социал-демократии.

### 2007—2009 годы
3 февраля 2007 года в Алма-Ате состоялся второй съезд ОСДП, на котором было принято решение о создании 16 региональных партийных филиалов, на заседании Политсовета ОСДП Заместителем председателя партии был избран Амиржан Косанов.
23 мая 2007 года ОСДП и ДПК «Нагыз Ак Жол» приняли решения о создании избирательного блока «За справедливый Казахстан» для участия в выборах депутатов Мажилиса Парламента, однако после принятия нового закона о выборах, в котором избирательные блоки были не предусмотрены, ДПК «Нагыз Ак жол» объединилась с ОСДП. На выборах в Мажилис в 2007 году партия получила 4,54 % голосов и не прошла в Парламент. ОСДП не признала итогов выборов, ссылаясь на множество нарушений законодательства страны о выборах.
9 октября 2007 года партия «Нагыз Ак Жол» вышла из состава ОСДП для «качественного структурировании демократических сил страны и возобновлении полномасштабной деятельности ДПК „Нагыз Ак Жол“, в тесном сотрудничестве с ОСДП».
12 мая 2008 года по инициативе ОСДП был создан так называемый Общественный парламент «Халық Кеңесі» (Народный Совет), альтернативный избранному, в котором приняли участие представители более 30 политических партий и НПО, а также независимые политики.
С 29 июня по 2 июля 2008 года делегация СДП во главе с председателем Жармаханом Туякбаем принимала участие в работе XXIII Конгресса Социалистического интернационала, проходившем в Афинах.
11 апреля 2009 года был проведён форум демократической оппозиции Казахстана, на котором приняли участие ОСДП, Коммунистическая партия Казахстана, Демократическая партия Казахстана «Азат» и незарегистрированная партия «Алга!». На форуме было принято решение о необходимости объединения данных партий и создан Оргкомитет по подготовке объединения оппозиционных партий, в который вошли С. А. Абдильдин — первый секретарь ЦК Компартии Казахстана, Б. М. Абилов — председатель ДПК «Азат», В. И. Козлов — председатель координационного комитета НП «Алга!» и Ж. А. Туякбай — председатель ОСДП.

### Объединение с ДПК «Азат»
13 октября 2009 года вышло совместное заявление ОСДП и ДПК «Азат» о слиянии, которое согласно тексту заявления «ознаменует новый этап демократического движения», а объединённая партия станет полноценным противовесом «партии власти». 24 октября произошёл объединительный съезд двух партий, на котором они объединились в Общенациональную социал демократическую партию «Азат». О своём вступлении в партию во время своих выступлений на съезде объявили лётчик-космонавт Тохтар Аубакиров, главный редактор газеты «Свобода Слова» Гульжан Ергалиева и общественно-политический деятель Балташ Турсумбаев. Сопредседателями объединённой партии были избраны Жармахан Туякбай и Булат Абилов, генеральным секретарём — Амиржан Косанов. Объединение произошло на базе ОСДП.

### Выборы в Мажилис 2012 года
На внеочередном IX съезде 26 ноября 2011 года в Алма-Ате партия приняла решение участвовать на выборах в мажилис парламента Казахстана 2012 года. Однако объединённая партия к моменту съезда так и не прошла процедуру регистрации в министерстве юстиции, поэтому оппозиция приняла решение участвовать в выборах под названием «Общенациональная социал-демократическая партия». На съезде был утверждён партийный список, в который вошли 57 человек, в том числе лидеры партии Жармахан Туякбай, Булат Абилов, Амиржан Косанов известные журналисты и общественные деятели Серикбай Алибаев, Ермурат Бапи, Гульжан Ергалиева, Маржан Аспандиярова, Рыспек Сарсенбайулы, экономисты Оразалы Сабден, Валентин Макалкин, Пётр Своик, адвокат Мустахим Тулеев, Герой Советского Союза, первый казахский космонавт Токтар Аубакиров и другие представители партии, представляющие все регионы республики. 
Сопредседатель партии Булат Абилов на съезде заявил о том, что уверен, что за единственную оппозиционную партию, участвующую в этих выборах, отдадут голоса около 50 % населения: «Мы не согласимся, если 16 января нам скажут, что мы на третьем, четвёртом месте, что не прошли в парламент. Мы уверены, что половина казахстанцев проголосуют за нас». 
9 декабря ЦИК Казахстана зарегистрировала список ОСДП. 
16 января 2012 года в полдень председатель ЦИК Казахстана Куандык Турганкулов на брифинге озвучил предварительные данные по итогам прошедших выборов, согласно которым ОСДП набрала 1,59 % избирателей и не прошла в парламент. Лидеры ОСДП выразили несогласие с результатами выборов и призвали своих сторонников выйти 17 января к монументу независимости на площадь Республики в Алма-Ате. 
Митинг против итогов выборов, собравший около 250 человек, продлился примерно 45 минут. Проведению акции никто не препятствовал, однако через два дня организаторы акции, в том числе сопредседатели партии Булат Абилов и Жармахан Туякбай, были оштрафованы за его проведение. 17 января Центральная избирательная комиссия Казахстана огласила окончательные итоги выборов депутатов нижней палаты парламента, избираемых по партийным спискам: Общенациональная социал-демократическая партия набрала 1,68 % голосов избирателей.

### Президентские выборы 2015 года
ОСДП отказалась от участия в досрочных президентских выборах. Также она не принимала участия и в президентских выборах 2011 года.

### Выборы в Мажилис 2016 года
Партия приняла участие в парламентских выборах в 2016 году, на которых заняла пятое место с результатом 1,18 % голосов, что не позволило направить депутатов в Мажилис.
Общенациональная социал-демократическая партия не признала результатов выборов. По мнению ОСДП, на этих выборах имели место массовый вброс бюллетеней, “карусели”, голосование вне мест прописки, воспрепятствование работе независимых наблюдателей и агитация на избирательных участках за партию власти.

### Президентские выборы 2019 года
20 марта 2019 года после добровольной отставки Нурсултана Назарбаева с поста президента Казахстана призвала не допустить авторизации политической системы и развивать её путём усиления демократических институтов. Она предложила провести честные и демократические президентские и парламентские выборы.
Из шести зарегистрированных политических партий четыре объявили о проведении съездов: «Нур Отан», «Ақ жол», «Ауыл» и КНПК. При этом партия «Бірлік» отказалась от участия в президентских выборах, а ОСДП не давала никаких комментариев по поводу участия или неучастия в выборном процессе.
26 апреля 2019 года ОСДП на своём съезде решила не выдвигать кандидата, предложенного президиумом партии и отказалась принимать участие в президентских выборах. ОСДП решила бойкотировать президентские выборы. На этом же съезде партия была переименована в ОСДП «Ақиқат», а новым председателем стал Ермурат Бапи.
После оглашения официальных итогов партия ОСДП оценила  досрочные выборы президента 2019 как постановочные, назвав их очередным фарсом властей.

## Идеология
Согласно заявленным целям ОСДП последовательно работает над воплощением в политической практике Казахстана ценностей мирового социал-демократического движения, принципов Свободы, Справедливости, Солидарности, ставит перед собой задачи построения демократического, правового, социального государства, инновационной экономики, осуществления новой гуманитарной политики.
Среди основных требований партии введение моратория на продажу земли, справедливое общественное распределение доходов от продажи природных ресурсов, снижение пенсионного возраста до 55 лет для женщин и до 59 лет для мужчин, повышение пенсий, зарплат, пособий, стипендий, создание новых рабочих мест и преодоление скрытой безработицы, бесплатное образование на всех ступенях, обеспечение максимально доступного и качественного здравоохранения, экологическая безопасность личности, снижение налогов для малого и среднего бизнеса, реальное развитие инфраструктуры села, ликвидация кланово-олигархического характера экономики и её переориентация на нужды простых людей, создание подконтрольной народу системы власти, честные и альтернативные выборы, независимая, неподкупная и справедливая судебная и правоохранительная система.
Важным пунктом партийной программы является обеспечение всей полноты политических прав граждан, в т.ч. наделение парламента полномочиями по самостоятельному формированию правительства, создание в городах и сельских населенных пунктах выборной системы местного самоуправления, сокращение минимум в два раза численности бюрократов и госслужащих.
Ценностями партии в словах её главного лозунга провозглашены «Свобода! Справедливость! Солидарность!»

## Оценка политической и экономической ситуации
ОСДП считает, что Казахстан находится в социальном, экономическом и политическом тупике. Партийцы полагают, что «олицетворяемый Назарбаевым режим личной власти принципиально не способен направить страну на путь устойчивого, подлинно современного и суверенного развития». Социал-демократы призвали Елбасы «осознать всю меру своей ответственности, не испытывать больше терпение народа, воздержаться от соблазна продлить режим авторитарной власти под другим обличьем, в частности путем навязывания Казахстану своего марионеточного преемника».

## Участие в выборах

### Президентские выборы
| Выборы | Кандидат        | Голосов | %     | Результат |
| ------ | --------------- | ------- | ----- | --------- |
| 2022   | Нурлан Ауесбаев | 176 116 | 2,22% | Поражение |

### Парламентские выборы
| Выборы | Партийный лидер  | Голосов | %     | Мест    | +/– | Позиция | Статус          |
| ------ | ---------------- | ------- | ----- | ------- | --- | ------- | --------------- |
| 2007   | Жармахан Туякбай | 89 855  | 1,50% | 0 из 98 | ▬   | ▲ 2ое   | Непарламентская |
| 2012   | Жармахан Туякбай | 116 534 | 1,68% | 0 из 98 | ▬   | ▼ 4ое   | Непарламентская |
| 2016   | Жармахан Туякбай | 88 813  | 1,18% | 0 из 98 | ▬   | ▼ 5ое   | Непарламентская |
| 2021   |                  |         |       | 0 из 98 | ▬   |         | бойкот          |
| 2023   | Асхат Рахимжанов | 331 058 | 5,20  | 4 из 98 | ▲4  | ▼ 6ое   | Парламентская   |

Выборы глав сельсоветов
- 1 глава из 730 (2021 год).